# Pascale Picard
Pour les articles homonymes, voir Picard (homonymie).
Pascale Picard (née en 1982) est une auteure-compositrice-interprète québécoise (Canada) originaire de la ville de Québec.

## Biographie
Pascale Picard est francophone, mais elle chante en anglais. Elle est originaire de Cap-Rouge, et a vécu au Lac-Beauport au Québec. Elle est chanteuse et guitariste acoustique dans le Pascale Picard Band.
En 2004, elle fait une apparition dans l'émission Les Pouris de Talent à Musique Plus. En 2006, elle fait une tournée des bars et des universités n'ayant toutefois pas d'album en poche. Son premier album, paru en 2007, s'intitule Me, Myself and Us. Il a été enregistré avec son groupe, le Pascale Picard Band, constitué de Mathieu Cantin à la guitare, Philippe Morissette à la guitare basse et Stéphane Rancourt aux percussions (ensuite remplacé par Serge Poulin puis Marc Chartrain depuis peu).
Pour ce premier album, elle a obtenu une certification platine, soit la vente de 100 000 copies d'avril 2007 jusqu'à novembre 2007. Elle a également été nommée dans la catégorie Album de l'année - anglophone lors de l'édition 2007 du gala de l'ADISQ. En 2008, elle est en nomination au Juno dans la catégorie artiste de l’année.
À la fin de 2007 et au début de 2008, elle tente une percée internationale. Elle rejoint Universal France. En janvier 2008, elle fait une prestation remarquée au MIDEM, où elle est la seule représentante québécoise,. Elle effectue également une prestation lors d'un spectacle présenté par l'ambassade du Canada aux États-Unis dans le cadre des Grammy Award, quelques jours avant le gala en février 2007, devant des membres de l'industrie musicale américaine. Le morceau Gate 22 est lancé à la radio française en mars 2008, suivi de l'album Me, Myself and Us en juin 2008. Le 20 juillet 2008, dans le cadre du 400e de Québec, elle assure la première partie du spectacle de Paul McCartney sur les plaines d'Abraham.
En 2009, Pascale Picard et son groupe ont passé six mois en tournée en France, en Belgique et en Suisse. Sa formation remporte également deux Félix au gala de l'ADISQ, dans les catégories « Artiste québécois-Interprétation autres langues » et « Artiste québécois s'étant le plus illustré hors Québec ». En 2009 toujours, le groupe dévoile au public une nouvelle chanson, And If I Miss My Shot, qui figurera sur le prochain album, dont la sortie était prévue en 2010.
Sorti en 2014 au Canada, Pascale Picard sort en France le 28 août 2015, son troisième album All Things Pass (Zamora Label / L'autre distribution)
En février 2015 elle ajoute une corde à son arc en devenant animatrice de radio à ROCK 100.9.
Le 23 avril 2017, elle donne naissance à une petite fille prénommée Léonie, dont le père est son compagnon, Marc Chartrain, batteur du Pascale Picard Band.
De retour derrière le micro, Pascale Picard revient avec des textes optimistes, vulnérables et personnels. The Beauty We’ve Found, son quatrième album, est paru le 12 octobre 2018 sous l'étiquette Simone Records.

## Discographie
- Singles
- 2007 : Gate 22

- Albums
- 2007 : Me, Myself and Us
- 2011 : A Letter to No One
- 2014 : All Things Pass
- 2018 : The Beauty We've Found
- 2025 : Bigger Kids, Bigger Problems